# Медичина
Медичина (итал. Medicina) — коммуна в Италии, располагается в регионе Эмилия-Романья, в провинции Болонья.
Население составляет 16226 человек (2008 г.), плотность населения составляет 99 чел./км². Занимает площадь 159 км². Почтовый индекс — 40059. Телефонный код — 051.
Покровителями коммуны почитаются святая Лукия Сиракузская, празднование 13 декабря, и святой Мамант Кесарийский.

## Демография
Динамика населения:

## Администрация коммуны
- Официальный сайт: http://www.comune.medicina.bo.it

## Города-побратимы
- Франция: Ромийи-сюр-Сен (с 1960)